# Poole (circonscription du Parlement britannique)
Circonscription parlementaire de la Chambre des communes
La circonscription de Poole  est une circonscription électorale anglaise située dans le Dorset et représentée à la Chambre des communes du Parlement britannique.

## Géographie
La circonscription comprend :
- La ville de Poole

## Députés
Les Members of Parliament (MPs) de la circonscription sont :
La circonscription apparue en 1455 et fut représentée par Anthony Ashley-Cooper (1695-1698), Eyre Coote (1774-1780), Charles Stuart (1796-1801) et John Byng (1831-1835).
1868-1885
| Législature            | Années    | Député               | Député            | Parti        |
| ---------------------- | --------- | -------------------- | ----------------- | ------------ |
| Poole                  |           |                      |                   |              |
| 20e                    | 1868–1874 |                      | Arthur Guest      | Conservateur |
| 21e                    | 1874–1874 |                      | Charles Waring    | Libéral      |
| 21e                    | 1874-1880 | Evelyn Ashley        |                   | Libéral      |
| 22e                    | 1880–1884 |                      | Charles Schreiber | Conservateur |
| 22e                    | 1884-1885 | William James Harris |                   | Conservateur |
| Circonscription abolie |           |                      |                   |              |

Depuis 1950
| Législature            | Années       | Député             | Député          | Parti        |
| ---------------------- | ------------ | ------------------ | --------------- | ------------ |
| Recréée de East Dorset |              |                    |                 |              |
| 39e                    | 1950–1951    |                    | Mervyn Wheatley | Conservateur |
| 40e                    | 1951–1955    | Richard Pilkington |                 | Conservateur |
| 41e                    | 1955–1959    | Richard Pilkington |                 | Conservateur |
| 42e                    | 1959–1964    | Richard Pilkington |                 | Conservateur |
| 43e                    | 1964–1966    | Oscar Murton       |                 | Conservateur |
| 44e                    | 1966–1970    | Oscar Murton       |                 | Conservateur |
| 45e                    | 1970–1974    | Oscar Murton       |                 | Conservateur |
| 46e                    | 1974–1974    | Oscar Murton       |                 | Conservateur |
| 47e                    | 1974–1979    | Oscar Murton       |                 | Conservateur |
| 48e                    | 1979–1983    | John Ward          |                 | Conservateur |
| 49e                    | 1983–1987    | John Ward          |                 | Conservateur |
| 50e                    | 1987–1992    | John Ward          |                 | Conservateur |
| 51e                    | 1992–1997    | John Ward          |                 | Conservateur |
| 52e                    | 1997–2001    | Robert Syms        |                 | Conservateur |
| 53e                    | 2001–2005    | Robert Syms        |                 | Conservateur |
| 54e                    | 2005–2010    | Robert Syms        |                 | Conservateur |
| 55e                    | 2010–2015    | Robert Syms        |                 | Conservateur |
| 56e                    | 2015–2017    | Robert Syms        |                 | Conservateur |
| 57e                    | 2017–2019    | Robert Syms        |                 | Conservateur |
| 58e                    | 2019–Présent | Robert Syms        |                 | Conservateur |